# 朱安泭
鎮平昭順王朱安泭（1490年—1520年），明朝周藩第四代鎮平王，鎮平端裕王朱同䥸的庶第二子。

## 生平
弘治十年（1497年）七月，獲賜名安泭。朱安泭初封鎮國將軍。正德六年（1511年）五月，襲封鎮平王。
正德十五年（1520年），朱安泭去世，享年三十一歲，諡號昭順。無子，鎮平王的封爵被廢除，由從兄之子奉國將軍朱睦欄管理鎮平王府事。

## 家庭

### 妻
- 雷氏，初冊為鎮國將軍夫人，正德六年（1511年）冊為鎮平王妃[2]